# Hièrocles de Cària
Hièrocles de Cària (en llatí Hierocles en grec antic Ἱεροκλῆς), era un cari cap de mercenaris que va formar part de la guarnició dels forts d'Atenes sota Demetri Poliorcetes.
Els atenencs es van posar en contacte amb ell per aconseguir l'entrega de la fortalesa de Museum; mitjançant suborns. Hièrocles els va fer creure que els entregaria la fortalesa, però va informar al seu cap Heràclides d'Atenes. Va fer que entressin secretament els atenesos i quan els va tenir tots dins els va sorprendre amb les seves tropes i els va matar, segons diu Poliè.
Probablement és la mateixa persona que més tard, el 278 aC, era comandant del Pireu i Muníquia nomenat per Antígon II Gònates. Les seves relacions amb el filòsof Arcesilau de Pítana semblen indicar que era un home educat i intel·ligent, segons diu Diògenes Laerci.